# Поляки
Поля́ки (пол. Polacy) — крупнейший западнославянский народ, основное население Республики Польша. Второй по численности славянский народ после русских.
Родной язык большинства поляков — польский, принадлежащий к лехитской группе славянской ветви индоевропейской семьи языков.
Общая численность этнических поляков — от 55 до 60 млн человек, из которых в Польше проживает 37 млн. Поляки составляют 97,5 % жителей Польши. Всего в мире лиц польского происхождения около 60 млн.
К польской нации в широком смысле причисляли себя также непольские по этническому происхождению группы населения, например, восточнославянская шляхта (и отчасти обращенные в римо-католицизм другие сословия) Речи Посполитой («Natio Polonica») и польские евреи — сторонники аккультурации (поляки моисеевой веры).
Большинство поляков традиционно исповедует католицизм. Согласно переписи населения 2011 года, в Польше 90,1 % этнических поляков отнесли себя к верующим, 89 % заявили при этом, что являются католиками, а 1,1 % заявили, что исповедуют другие религии; из них 116,8 тысяч — православные (в основном в Подляском воеводстве), и 15,2 тысячи — греко-католики.
Согласно переписи 1897 года, поляки (около 9 млн, в том числе около 7 млн в Царстве Польском) являлись третьим по численности (после великороссов и малороссов) народом Российской империи. По итогам Всесоюзной переписи 1989 года, на территории СССР проживало 1 126 334 поляков.

## Этнонимы
Самоназвание — пол. Polacy [поля́цы]; муж. род — Polak [по́ляк]; жен. род — Polka [по́лька].
В Средневековье по отношению к польскому народу часто употреблялось название «ляхи». Так, среди татар, турок и казаков в XVI—XVII веках Польша называлась Ляхистан либо Лехистан. В древнерусской литературе слово «ляхи» было нейтральным синонимом слова «поляк»; в русском литературном языке на протяжении XVIII—XIX веков слово постепенно приобрело негативный оттенок.
В современном русском языке нормативной литературной формой женского рода является слово «полька». Слова «полька» и «полячка» в русском языке середины XIX века считались равнозначными и нейтральными. В словаре В. Даля слово «полячка» помечено как «презрительное», в более поздних словарях слово «полячка» помечено устаревшим или разговорным.

## Расселение
Большинство поляков проживает на территории Республики Польша. Зарубежных поляков условно делят на автохтонное польское население Литвы, Западной Белоруссии, Западной Украины, Латвии (отдельные районы Латгалии, в частности, бывший Илукстский уезд), некоторых смежных с Польшей районов Чехии (Заользье) и Словакии (Спиш) и польскую диаспору (Полонию), возникшую в ходе нескольких волн эмиграции и переселений XIX—XXI века (Западная Европа, США, Южная Америка, Россия, Южная Африка, Австралия, Средняя Азия).
Распределение поляков по странам:
- Польша — 37,394 млн (2011)
- Американцы польского происхождения в США — 9,4 млн
- Поляки в Германии — 1,5 — 2 млн
- Поляки в Бразилии — 1,8 млн
- Польские евреи — 1,25 млн[27]
- Поляки во Франции — 1,05 млн
- Поляки в Аргентине — 0,5 — 1 млн
- Поляки в Канаде — 0,9 млн
- Поляки в Австралии — 0,9 млн
- Поляки в Великобритании — 0,5 млн
- Поляки в Белоруссии — 0,3 млн
- Поляки в Литве — 0,2 млн[28],
- Поляки на Украине — 144 тыс.
- Поляки в Чехии — 0,1 млн
- Поляки в Бельгии — 70 тыс.
- Поляки в России — 47 тыс. (2010)[17]
- Поляки в Латвии — 45 тыс.
- Поляки в Нидерландах — 34 тыс.
- Поляки в Казахстане — 34 тыс.
- Поляки в ЮАР — 34 тыс.
- Поляки в Азербайджане — 0,3 тыс. человек являются членами Польской общины Азербайджана[уточнить], точное число неизвестно.

Значительные общины поляков живут в Австрии, Греции, Италии и Исландии.

## Этнографические и субэтнические группы

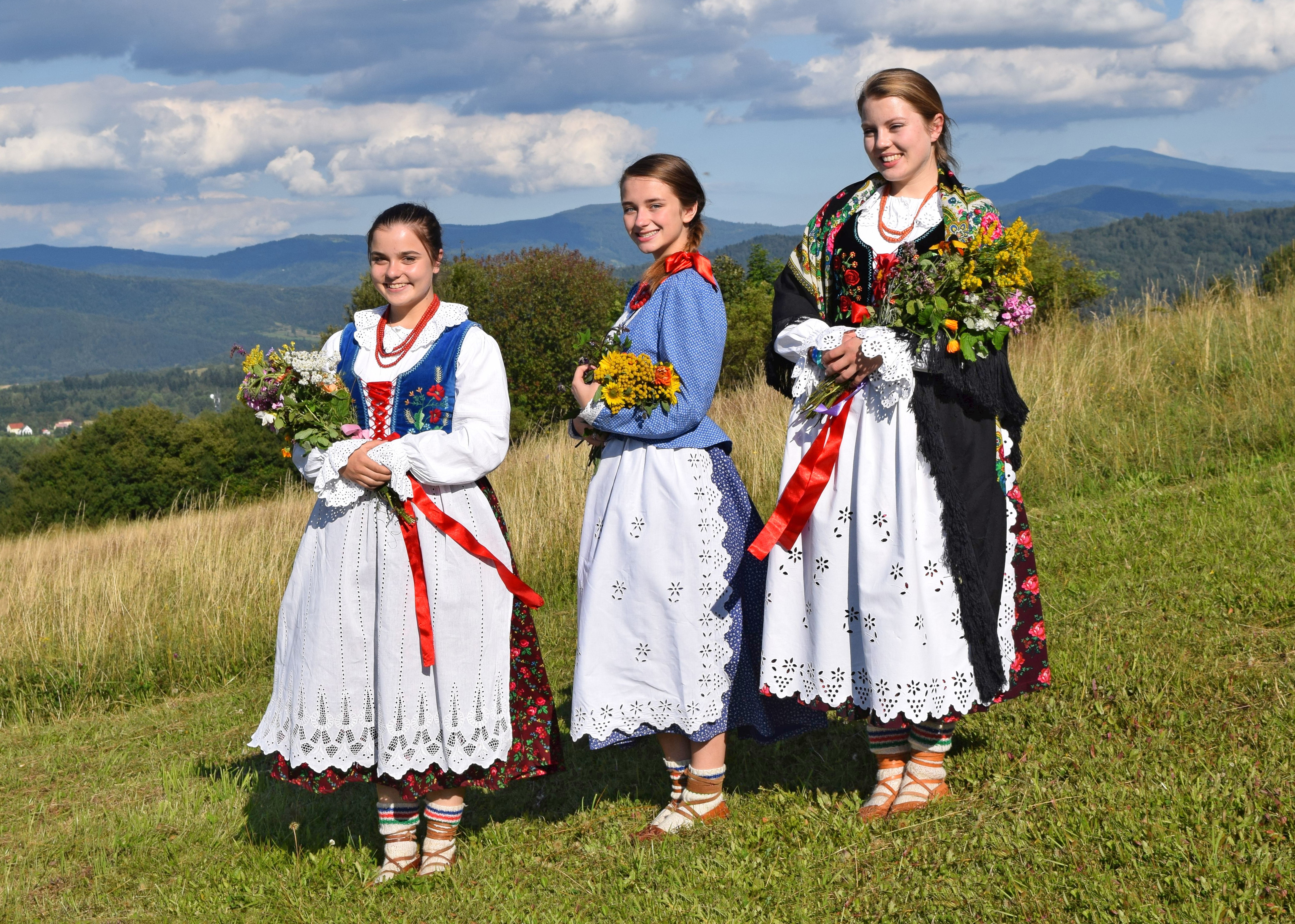
Девушки в народных костюмах Живецкие гурали

Польский этнический массив включает большое число субэтнических групп, в числе которых гурали, кашубы, мазуры, курпы и многие другие. Все они входят в состав одной из нескольких больших этнографических групп:
- великополяне (в северо-западных районах Польши, исключая Возвращённые земли);
- серадзяно-ленчицане (в центральных районах Польши);
- малополяне (в южных и юго-восточных районах Польши);
- мазовшане (мазуры) (в северо-восточных районах Польши);
- силезцы (в некоторых частях Силезского и Опольского воеводств, а также в приграничных с Польшей районах Чехии и Словакии);
- поморяне (включая кашубов, на севере Польши);
- население Восточных Кресов (кресовяцы);
- население Возвращённых земель.

В языковом и культурно-бытовом отношении исторические различия между поляками разных регионов постепенно сглаживаются. Наиболее ярко выражено самосознание и этнографические особенности у гуралей, населяющих предгорья Южной Польши, а также у силезцев, живущих в Верхней Силезии, и у кашубов в Поморском воеводстве. Другие этнические группы поляков (мазуры, курпы и другие) во многом утратили характерные для них диалектные и культурные черты. В западных регионах страны, в так называемых Возвращённых землях проживает много потомков польского населения бывших «Восточных кресов», заменивших выселенных в Германию немцев в ходе послевоенного обмена населением с Советским Союзом. После Второй мировой войны, хотя Польша и стала этнически однородной страной, различные группы поляков (из разных регионов) были смешаны в результате внутренней (межпольской) миграции, например, люди со всей Польши отправлялись на заработки в Верхнюю Силезию в шахтах.

## Исследование генофонда
Согласно исследованиям ландшафтов генетических расстояний в Европе по гаплогруппам Y-хромосомы, опубликованным О. П. Балановским, генофонд поляков обнаруживает наибольшие сходства с генофондами лужичан, словаков, белорусов, русских центральных и южных европейских областей и чуть меньше с генофондом западно-украинской популяции. Наибольшие отличия (с соседними славянскими популяциями) у поляков проявляются с населением Чехии, Восточной Словакии и большей части Украины. Схожие показатели проявляются и у популяции кашубов. Максимально генофонд кашубов сближается с генофондом населения по всему польскому побережью Балтийского моря, а также с генофондом населения Лужиц и Центральной Польши. Отмечаются различия в генофонде населения западных и восточных районов польского ареала. «Среднестатистический» генофонд поляков представлен больше в Западной Польше, Восточной Германии, Чешской Силезии, а также в Западной и Центральной Словакии, нежели в Восточной Польше.
По результатам анализа генофонда около 3000 современных поляков из разных воеводств, проведённого в 2020 году, наиболее распространённой в польской популяции является Y-хромосомная гаплогруппа R1a — 56,93 %, второе место по распространённости занимает Y-хромосомная гаплогруппа I (15,71 %), третье место — Y-хромосомная гаплогруппа R1b (14,09 %), четвёртое место — Y-хромосомная гаплогруппа N (4,29 %), пятое место — Y-хромосомная гаплогруппа E (3,84 %), шестое место — Y-хромосомная гаплогруппа J (3,22 %).